# کیجل ان. لیندگرن
کیجل ان. لیندگرن (به انگلیسی: Kjell N. Lindgren) فضانورد اهل ایالات متحده آمریکا است که در ۲۳ ژانویهٔ ۱۹۷۳ میلادی در تایپه زاده شد.